# Simbara Maki
Simbara Maki, född 12 oktober 1938, död 8 oktober 2010, var en friidrottare från Elfenbenskusten. Han deltog vid olympiska sommarspelen 1964, olympiska sommarspelen 1968 och olympiska sommarspelen 1972.